# Záříčí (Polsko)
Záříčí (polsky Zarzecze, nářečně Zorzicz nebo Zorzycz, německy Zarzicz) je vesnice v jižním Polsku ve Slezském vojvodství v okrese Těšín v gmině Chyby. Leží na území Těšínského Slezska na pobřeží Goczałkowického jezera. Ke dni 31. 12. 2014 zde žilo 306 lidí, rozloha obce činí 3,37 km².
Dnešní Zaříčí se skládá ze tří osad – Rykalec, Podgrobel, Nowy Staw (Nový rybník) – a jedná se pouze o šestinu původního území vesnice, jehož většina byla zatopena v roce 1955 kvůli stavbě Goczałkowické přehrady na Visle. V někdejším „velkém“ Záříčí žilo podle sčítání lidu z roku 1921 3 581 obyvatel v 305 domech. Zatopeno bylo jak Údolí (Dół) – centrum vesnice – tak Golyš (Gołysz) proslulý v roce 1768 postavenou kaplí s uctívaným obrazem Matky Boží Golyšské, který se teď nachází ve farním kostele v Chybech. Les mezi osadou Podgrobel a břehy jezera je pozůstatkem také z větší části zatopeného rozsáhlého Záříčského lesa.